# Salmo ezenami
Salmo ezenami és una espècie de peix de la família dels salmònids i de l'ordre dels salmoniformes.

## Morfologia
- Els mascles poden assolir 113 cm de longitud total i 17 kg de pes.[2][3]

## Alimentació
Els exemplars joves mengen principalment gammàrids i larves de quironòmids, mentre que els adults es nodreixen de mol·luscs, invertebrats bentònics i alevins. Els individus més grossos són piscívors.

## Hàbitat
Viu en zones d'aigües dolces temperades.

## Distribució geogràfica
Es troba al llac Ezenam (Daguestan, nord del Caucas). L'any 1963 fou introduït al llac Mochokh (Daguestan).